# Джекс, Чарли
Чарли Джекс (англ. Charlie Jacks) — британская поп-певица, бывшая гламурная модель Page 3.

## Биография
Шарлотта Эми Джекс родилась в Бромли. Петь начала с раннего детства. Шесть альбомов певицы занимали первые позиции в японском чарте iTunes. Её сингл «Come On» был распродан тиражом в 35000 копий.
В 2012 году певица подписала контракт с лейблами BoomHaus Recordings, Sony Music Japan, Manhattan Records Lexington Corp (JP). 16 августа 2012 года выпустила сингл «Speakerphone», доступный для цифрового скачивания и выступала с этой песней на открытых фестивалях в Японии и на Ивисе.

## Семья
Мать Шарлотты Элисон Уэбстер является фотографом для газеты The Sun. Её отчим Джефф Уэбстер был заместителем главного редактора Sun.

## Пресса о певице
Газета The Sun написала о певице следующее: « Её песня „ SpeakerPhone“ вызвала бурю эмоций в клубах Ивисы. Ремикс на данную песню сделал даже диджей Дэвид Ноакес. Чарли со своим дебютным синглом сумела достичь первых мест в чартах Японии. Она визажист из Бромли, которой посчастливилось стать поп-звездой в Японии».

## Дискография

### Альбомы
- Charlie’s Party (2008)[11]
- Charlie (2011)[12]
- Everyone Falls in Love (2011)[13]
- Charlie 2 (2011)[14]
- Complete Charlie (2008)[15]
- Basketcase (2011)[16]
- Alone (2011)[17]
- The Industry (2008)[18]
- Gimme Gimme (2011)[19]
- Charlie (2011)[12]

### Синглы
- Waiting For Love (2011)[20]
- A Perfect Sky (2011)[21]
- Last Christmas (2011)[22]
- Sweet 10 Covers~music for lovers (2012)[23]
- "Not Over You' (2013)[24]

### Мини-альбомы
- Speakerphone (2012)